# Тоскански дијалект
Тоскански дијалект (dialetto toscano) је италски варијатет који се углавном говори у Тоскани у Италији.
Стандардни италијански језик је базиран на тосканском, и то посебно на његовом фирентинском дијалекту. Италијански је постао језик културе за све становнике Италије, захваљујући дјелима Дантеа Алигијерија, Франческа Петрарке, Ђованија Бокача, Никола Макијавелија и Франческа Гвичардинија. Касније ће постати службени језик свих италијанских држава и Краљевине Италије, када је основана 1861. године.